# Pieraldo Nemo
Pieraldo Nemo (né le 6 janvier 1955 à Fondi dans le Latium) est un joueur de football italien, qui évoluait au poste d'attaquant.

## Biographie

### Joueur
Formé par le club piémontais de la Juventus, il est lancé dans l'effectif professionnel lors de la saison 1973-74, avec qui il ne dispute qu'un seul match de Coppa Italia (le 1er mai 1974 lors d'une victoire 1-0 sur Cesena).
En 1974, il rejoint le club de Catanzaro où il reste deux saisons en Serie B avant d'obtenir une promotion en Serie A (lors de cette saison avec les giallorossi en première division, il joue 21 matchs).
Il dispute ensuite la saison suivante en Serie B, toujours avec Catanzaro, avant de repartir en Serie A où il dispute 15 rencontres pour un but (lors d'une victoire 1-2 sur Cagliari).
Lors de la saison de Serie A 1978-1979, il ne dispute qu'une seule partie, avant de rejoindre le club de Campobasso avec qui il joue en tout trois saisons de Serie C1.
Il termine ensuite sa carrière en Serie C2 sous les couleurs du Vigor Senigallia, de Turris et de l'Osimana.
Il joue au total 22 matchs en Serie A et 79 matchs pour 4 buts en Serie B.

### Entraîneur
Il entraîne notamment les clubs de Sassoferrato entre 1997 et 1998, avant de prendre les rênes de Vis Pesaro en Serie C1 en 2003-2004, puis de Tarente en Serie C2 lors de la saison 2004-2005.